# Колесник Максим Йосипович
Максим (Михайло) Йосипович Коле́сник (нар. 1882, або 1888, Подин — пом. осінь 1962, Юрмала) — український радянський живописець; член Асоціації художників Червоної України з 1924 року та Спілки радянських художників України з 1945 року.

## Біографія
Народився у 1882 році (за іншими даними у 1888 році) в селі Подині (нині Чернігівський район, Чернігівської області, Україна). Працював у художньо-іконописних майстернях у селі Березна. 1914 року закінчив художню студію Олександра Мурашка у Києві.
Протягом 1918—1921 років працював інспектором народної освіти у селі Нових Санжарах; у 1921—1924 роках — секретарем Подинської сільської ради. Організатор, режисер та актор драматичного гуртка. Учителював. З 1935 року працював у художній артілі «Кисть» у Чернігові, де створював плакати, лозунги, транспоранти.
Під час німецько-радянської війни залишився в Чернігові, писав ікони, робив хрести. До 1945 року працював у художньому об'єднання Чернігівських художників. Виїхав до Києва; пізніше до Дрогобича, де працював декоратором у театрі.
Переїхав до Латвійської РСР. Жив у Юрмалі у флігелі при Меморіальному музеї-дачі Яна Рейніса. Працював на Ризькому художньо-виробничому комбінаті; відвідував студію художників, заняття хору пенсіонерів у Будинку торгових працівників. Писав вірші, музику. Помер у Юрмалі восени 1962 року.

## Творчість
Автор портретів, пейзажів, натюрмортів у реалістичному стилі. Серед робіт:
- «П. Рекун» (1937);
- «Автопортрет» (1940 — початок 1960-х; 1960);
- «На березі річки Лієлупе» (1956);
- «Копиці на лузі» (1956);
- «Художник А. Петусь» (1957);
- «Краєвид села» (1960);
- «З. Петусь» (1961);
- «Художник А. Шкурко» (1961).

Брав участь у мистецьких виставках з 1940 року.
Деякі полотна художника зберігаються у Чернігівському художньому музеї.